# Bosspanner
De bosspanner (Scopula immutata) is een nachtvlinder uit de familie Geometridae (spanners). De voorvleugellengte bedraagt tussen de 12 en 13 millimeter. Hij overwintert als rups.

## Waardplanten
De bosspanner heeft als waardplanten diverse kruidachtige planten.

## Voorkomen in Nederland en België
De bosspanner is in Nederland en België een algemene soort, die verspreid over het hele gebied kan worden gezien. De vlinder kent één generatie die vliegt van juni tot en met augustus.